# Кастје Лабранд
Кастје Лабранд (фр. Casties-Labrande) насеље је и општина у јужној Француској у региону Миди Пирене, у департману Горња Гарона која припада префектури Мире.
По подацима из 2011. године у општини је живело 114 становника, а густина насељености је износила 13,1 становника/km². Општина се простире на површини од 8,7 km². Налази се на средњој надморској висини од 330 метара (максималној 342 m, а минималној 241 m).

## Демографија
| 1962. | 1968. | 1975. | 1982. | 1990. | 1999. | 2011. |
| ----- | ----- | ----- | ----- | ----- | ----- | ----- |
| 112   | 114   | 103   | 92    | 86    | 97    | 114   |

График промене броја становника у току последњих година